# Січ-2
«Січ-2» — малогабаритний космічний апарат. Розроблений на сучасному світовому рівні у негерметичному виконанні з широким використанням полімерних та композиційних матеріалів
Призначений для спостереження поверхні Землі в оптичному і середньому інфрачервоному діапазонах.
В комплект входить багатозональний сканувальний пристрій і сканер середнього інфрачервоного діапазону — забезпечує отримання цифрових оптико-електронних знімків поверхні Землі в панхроматичному і багатоспектральному діапазонах, а також у середньому інфрачервоному діапазоні
Крім того, до складу корисного навантаження супутника «Січ-2» введено комплекс наукової апаратури «Потенціал»:
- Аналізатор густини частинок для дослідження параметрів нейтральних (датчик DN) і заряджених(датчик DE) частинок космічної плазми,
- Вимірювач потенціалу корпуса супутника відносно плазми (електричний зонд EZ),
- Система збору й обробки наукової інформації (СЗНІ).
- Ферозондовий магнітометр LEMI-016M[2].

Для виконання завдань експерименту будуть використані дані вимірювань магнітного поля Землі за допомогою встановленого на супутнику службового високоточного ферозондового магнітометра. Технічні характеристики приладів розраховані для виявлення збурень електромагнітного поля, плазми й нейтральних частинок, характерних на висотах близько 700 км.
Створення супутника «Січ-2» передбачалося Національною космічною програмою України на 2008—2012 роки.
У квітні 2009 року розпочалися термостатичні випробовування систем супутника. Після перевірки апарат був повністю готовий до запуску. Спершу супутника планували запустити україно-російською конверсійною ракетою космічного призначення «Дніпро» в грудні 2010 року.
| Технічні характеристики                                                                                      | Технічні характеристики                      |
| Характеристика                                                                                               | Параметр                                     |
| --- | -------------------------------------------- |
| Маса супутника                                                                                               | 176 кг                                       |
| Висота польоту                                                                                               | 668 км                                       |
| Розподільча здатність на місцевості: - Панхроматичні знімки - Багатоспектральні знімки - Інфрачервоні знімки | - - 7,8 м - 7,8 м - 46 м                     |
| Смуга захоплення на місцевості: - Панхроматичні знімкив - Багатоспектральні знімки - Інфрачервоні знімки     | - - 46,6 км - 46,6 км - 55,5 км              |
| Термін активного існування                                                                                   | не менше 5 років                             |
| Носій виведення на орбіту                                                                                    | Україна, РН «Дніпро»                         |
| Дата запуску                                                                                                 | 10:12 17 серпня 2011                         |
| Розробники                                                                                                   | Україна, КБ «Південне»                       |
| Виробник | Україна, ВО «Південний машинобудівний завод» |

17 серпня 2011 року о 10-ій годині 12 хвилин 20 секунд за київським часом з пускової бази «Ясний» (Росія, Оренбурзька область) за безпосередньої участі українських спеціалістів було здійснено пуск ракети-носія «Дніпро», яка вивела на навколоземну орбіту супутник «Січ-2». Запуск космічного апарата присвячено 100-річчю від дня народження Михайла Кузьмича Янгеля, першого керівника Конструкторського бюро «Південне» протягом 18 років.

## Бортова апаратура
Він оснащений оптико-електронними приладами, які працюватимуть у 5 спектральних діапазонах. Супутник дозволить отримувати цифрові зображення поверхні Землі в панхроматичному і багатоспектральних діапазонах з роздільною здатністю близько 8 м. Ці космічні знімки можуть успішно використовуватися: для контролю за аграрними ресурсами, в земле- і лісокористуванні, при здійсненні екологічного моніторингу, оцінки забруднень навколишнього середовища, моніторингу надзвичайних ситуацій, розвідці корисних копалин, в ході виконання інфраструктурних проєктів.
До складу корисного навантаження супутника «Січ-2» включений комплекс наукової апаратури «Потенціал», призначений для дослідження параметрів нейтральних і заряджених частинок, електричного і магнітного полів у верхніх шарах атмосфери Землі.
Паралельно з виведенням на орбіту супутника Січ-2 було виведено 6 малих супутників: RASAT (Туреччина), NigeriaSat-2 і NigeriaSat-X (Нігерія), EduSat (Італія), AprizeSat-5 і AprizeSat-6 (США), виготовлених компанією Surrey Satellite Technology Limited.

## Робота на орбіті
За програмою льотно-конструкторських випробувань КА «Січ-2» на 25 серпня 2011 року (9 доба польоту) була запланована та успішно виконане перше знімання поверхні Землі.
Отримана бортовим сенсором інформація була передана з борту КА безпосередньо на наземну приймальну станцію Центру прийому та обробки спеціальної інформації та контролю навігаційного поля (м. Дунаївці, Хмельницька обл.). Космічний знімок був прийнятий та оброблений штатними наземними засобами.
На сьогодні, проведено перевірку основних та резервних комплектів бортової апаратури КА «Січ-2». Перевірки виконані у повному обсязі, бортова апаратура функціонує нормально.
Програма льотно-конструкторських випробувань розрахована на 35 діб і передбачає проведення знімання різних районів Земної кулі, а також виконання наукових вимірювань в рамках космічного експерименту «Потенціал».
Згідно з повідомленням Державного космічного агентства України 12 грудня 2012 року зв'язок з космічним апаратом «Січ-2» обірвався. Комісія, створена з цього приводу встановила «неможливість подальшого використання КА „Січ-2“ у зв'язку з остаточною втратою енергопостачання».